# Chùa Long Thiền
Chùa Long Thiền là một ngôi chùa cổ tọa lạc bên sông Đồng Nai tại phường Bửu Hòa, thành phố Biên Hòa, tỉnh Đồng Nai, Việt Nam (xưa thuộc thôn Bình Long, huyện Phước Long, dinh Trấn Biên).
Chùa nằm đối diện với trung tâm thành phố Biên Hòa qua sông Đồng Nai, nằm giữa khu dân cư đông đúc. Từ Quảng trường Sông Phố có thể đi theo hai lộ trình để đến chùa Long Thiền: qua cầu Rạch Cát và cầu Ghềnh rồi rẽ phải tại ngã tư chợ Đồn hoặc qua cầu Hóa An rồi rẽ trái tại vòng xoay dưới chân cầu.

## Lịch sử
Theo tài liệu lưu tại Giáo hội Phật giáo Việt Nam tỉnh Đồng Nai, chùa Long Thiền được xây dựng vào năm 1664 do tổ sư Thành Nhạc từ miền Trung vào khai sáng.
Vào khoảng thế kỷ thứ XVII, vùng đất Đồng Nai còn hoang vu, rừng núi bạt ngàn, đất đai phì nhiêu, sông rạch chằng chịt với muôn vàn thú dữ. Ven sông Đồng Nai có lác đác vài ngôi nhà của người dân tộc thiểu số. Vùng đất trù phú, màu mỡ này trở thành nơi lý tưởng cho việc định cư của lưu dân người Việt từ Đàng Ngoài vào do không cam chịu cuộc chiến tranh khốc liệt giữa nhà Trịnh và nhà Nguyễn. Trong cộng đồng di dân, có một số nhà sư và phật tử lánh nạn vào xứ Đồng Nai. Nhà sư Thành Nhạc là một trong số đó vào khai hoang lập ấp, mưu tìm cuộc sống ở vùng đất mới. Đến hữu ngạn sông Đồng Nai, nhà sư nhận thấy cảnh trí tịch mịch, địa cảnh phong quang có thể khai thác mở thiền lâm nên dựng lập một ngôi chùa, đặt tên là "Long Thiền tự".
Chùa Long Thiền ban đầu chỉ là một ngôi chùa nhỏ, cột gỗ, vách ván, mái lợp lá dừa nước, nền đất sét. Qua hơn ba thế kỷ, chùa đã nhiều đợt trùng tu, trong đó có ba đợt trùng tu, sửa chữa lớn vào các năm 1748, 1842 và 1952.

## Kiến trúc
Chùa Long Thiền có kiến trúc kiểu chữ tam (三) truyền thống. Chánh điện, nhà thờ Tổ, giảng đường, tăng đường, nhà trù tiếp nối nhau. Tùy theo chức năng của từng nơi trong chùa mà cách bài trí từng mảng hài hòa. Phần chánh điện uy nghiêm với hệ thống các ban thờ. Khoảng sân rộng của chùa có nhiều cây cổ thụ tỏa bóng mát. Những hàng cột chính trong chánh điện chạm khắc tinh tế đề tài hoa điểu, bát tiên, lý ngư hóa long, nhựt nguyệt, tứ linh, được sử dụng trang trí một cách tinh tế. Khuôn viên chùa là khu vườn rộng, còn lưu lại những bảo tháp cổ, trong đó có bảo tháp của tổ sư Thành Nhạc khai sáng với tấm bia bằng đá xanh chạm trỗ tinh vi.